# Hällefors (gemeente)
Hällefors is een Zweedse gemeente in de provincie Örebro län. Ze heeft een totale oppervlakte van 1157,2 km² en telde 7688 inwoners in 2004.

## Plaatsen
- Hällefors (plaats)
- Grythyttan
- Hammarn (westelijk deel)
- Saxhyttan
- Sikfors
- Bredsjö
- Västra Egnahem